# Río Querary
Le río Querary est un fleuve de Colombie.

## Géographie
Le río Querary prend sa source dans le nord-est du département de Vaupés, dans le corregimiento départemental de Papunahua. Il coule ensuite vers l'est puis le sud avant de rejoindre le río Vaupés au niveau de la frontière brésilienne.